# Albert-Ernest Carrier-Belleuse
Albert-Ernest Carrier-Belleuse geboren Albert-Ernest Carrier de Belleuse (Anizy-le-Château, 12 juni 1824 - Sevres, 4 juni 1887) was een Franse beeldhouwer. Hij was een van de stichtende leden van de Société Nationale des Beaux-Arts, en werd benoemd tot Officier in het Legioen van Eer.

## Beginjaren
Carrier-Belleuse werd geboren op 12 juni 1824 in Anizy-le-Château, Aisne, Frankrijk. Hij begon zijn opleiding als leerling goudsmid. Carrier-Belleuse was een leerling van David d' Angers en studeerde korte tijd aan de École des Beaux-Arts. Zijn carrière is indrukwekkend door zijn veelzijdigheid en zijn werk buiten Frankrijk: in Engeland tussen 1850 en 1855 (werken voor Mintons) en in 1871 rondom Brussel. Zijn naam is waarschijnlijk het bekendst doordat August Rodin als zijn assistent voor hem werkte tussen 1864 en 1870. De twee reisden naar Brussel in 1871 en volgens sommige bronnen assisteerde Rodin bij het bouwkundig sculptuur dat Carrier-Belleuse maakte voor de Beurs van Brussel.

## Carrière
Carrier-Belleuse maakte veel stukken in terracotta, de meest bekende ervan zou De Ontvoering van Hippodameia zijn, een beeltenis van de Griekse mythologische scene van een centaur die Hippodameia ontvoert op de dag van haar huwelijk. Hij werd in 1876 ook tot artistiek directeur benoemd bij de Manufacture nationale de Sèvres.

### Société Nationale des Beaux-Arts
In 1862 was Carrier-Belleuse een van de oprichtende leden van de Société Nationale des Beaux-Arts en werd benoemd tot officier in het Légion d' honneur. De Bronzen beelden die hij voor 1868 maakte waren altijd gesigneerd met "Carrier" of "A. Carrier", maar na 1868 was zijn handtekening veranderd in "Carrier-Belleuse". Carrier-Belleuse".

### Artistieke stijl
Zijn werk omvatte alle manieren van sculpturale onderwerpen en materialen en zijn naturalisme verenigde een waaier aan stijlen: ongedwongen Realisme, weelderige neo-Barok en Rococo elegantie.

## Familie
Hij onderwees ook zijn zonen, de schilders Louis-Robert Carrier-Belleuse en Pierre Carrier-Belleuse.

## Leerlingen
(niet-exhaustive lijst)
- Louis-Robert Carrier-Belleuse (1848-1913), zijn zoon
- Pierre Carrier-Belleuse (1851-1932), zijn tweede zoon
- Joseph Chéret (1838-1894), zijn schoonzoon
- Alexandre Falguière (1831-1900)
- Luca Madrassi (1848-1919)
- Josep Reynès (1850-1926)[3]
- Auguste Rodin (1840-1917)

## Kunstwerken
- Fronton beeldhouwwerk Overvloed, Pavillon de Flore, zuidelijke gevel van de Grote Galerij, Louvre, Parijs, circa 1863
- Kariatiden gebaseerd op het thema van de vier seizoenen, opera in Vichy, in samenwerking met architect Charles Badger, 1865
- Architectonisch beeldhouwwerk voor de Tribunal de commerce de Paris (onderdeel van het Palais de Justice) op het Île de la Cité, in samenwerking met architect Antoine-Nicolas Bailly, voltooid in 1865.
- Een verzilverd bronzen haardstuk voor het Hôtel de la Païva, Parijs 1866

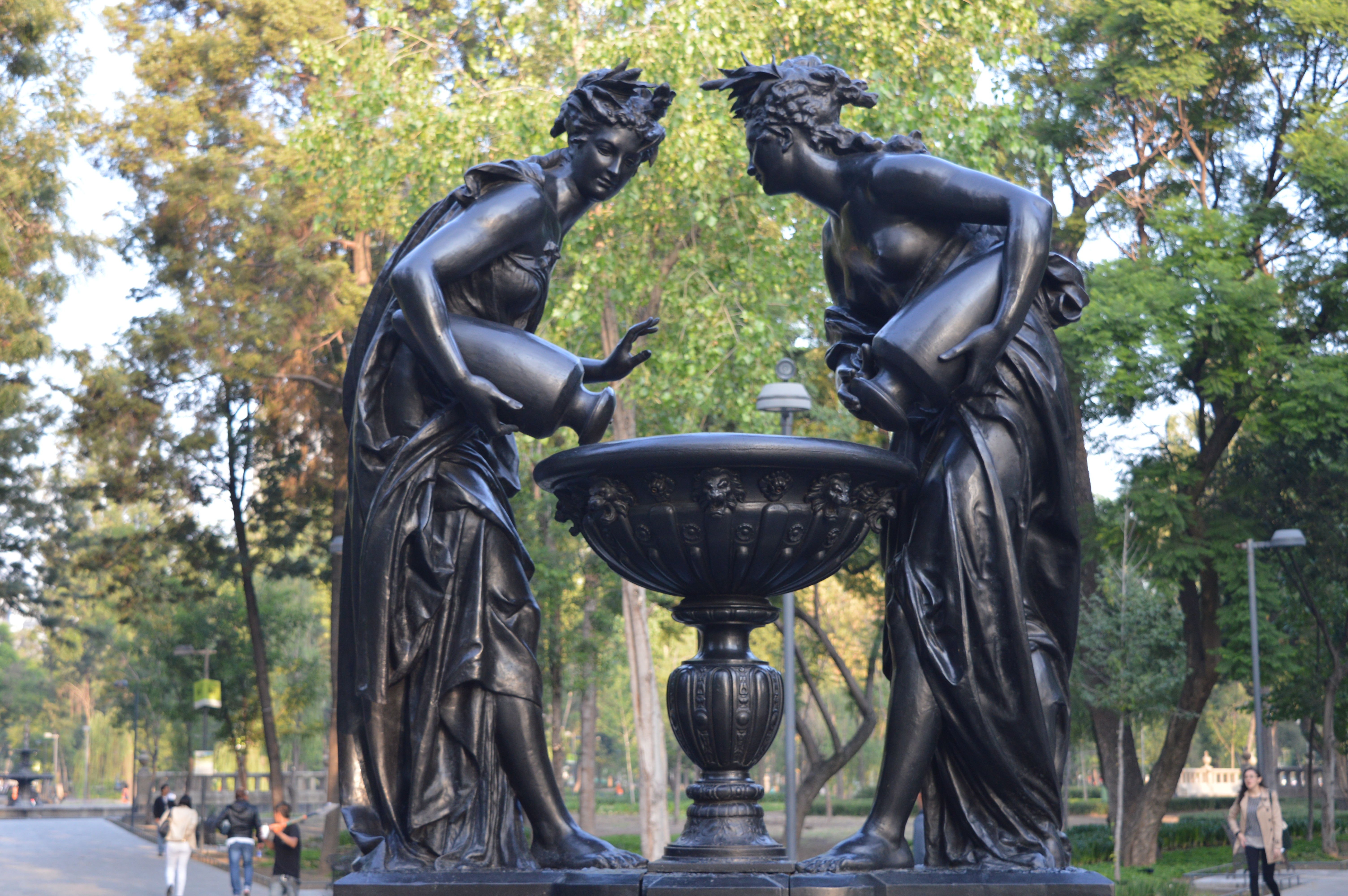
Fontein De Danaïden, Mexico-Stad, jaartal onbekend

- Monument voor maarschalk André Masséna, Nice, 1869
- Architectonisch werk aan de Beurs van Brussel, circa 1870
- Beeld van Mary, koningin van Schotland, privécollectie, circa 1870
- Twee uitwerkingen van staande lampen met meerder figuren aan de voet van het grote trappenhuis, Palais Garnier (Opera van Parijs), Parijs, 1873[4]
- Graf van de Belgische fotograaf Louis Ghémar, Begraafplaats van Laken, Brussel, 1873
- Bouwkundig werk voor het Théatre de la Renaissance, Parijs, in samenwerking met architect Charles de Lalande, 1873
- Zeenimf voor de fontein op de Place du Théatre-Français, Parijs, in samenwerking met architect Gabriel Davioud, 1874
- Vier seizoenenfontein bij het Hôtel de Ville, Fleurance
- Mausoleum van José de San Martin, Buenos Aires Metropolitan Cathedral, Buenos Aires
- Ruiterstandbeeld van Mihai Viteazul, Universiteitplein, Boekarest, Roemenië
- Ruiterstandbeeld van Manuel Belgrano, Plaza de Mayo Square, Buenos Aires , Argentinië
- Ruiterstandbeeld van Bernardo O'Higgins, Alameda, Santiago de Chili, Chili
- Standbeeld voor de slachtoffers van de Brand in de Iglesia de la Compañía, oorspronkelijk op de plaats van de brand, tegenwoordig aan de voorkant van het Cementerio General in Santiago de Chili, Chili

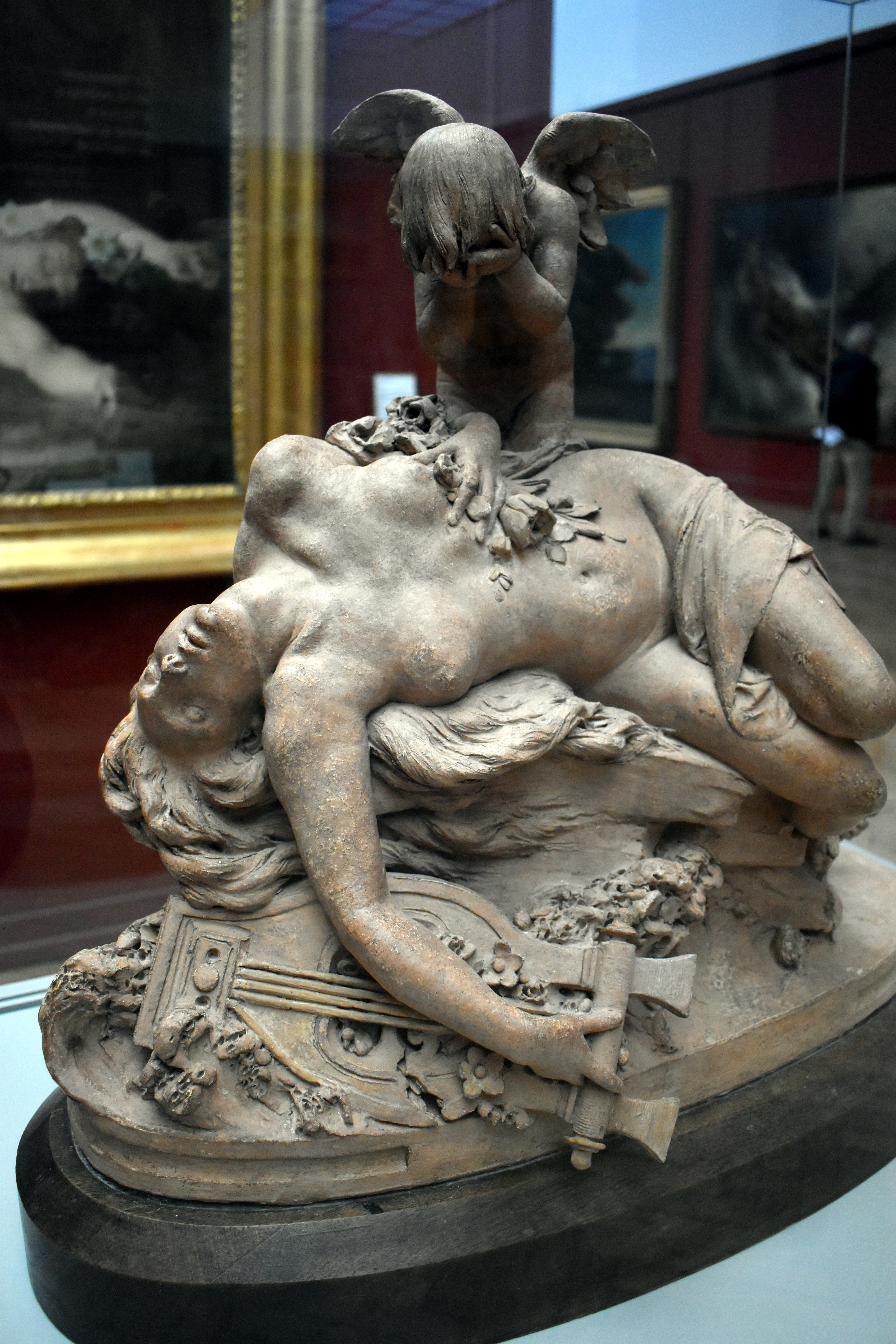
Dood van Saffo, Bordeaux, 1863
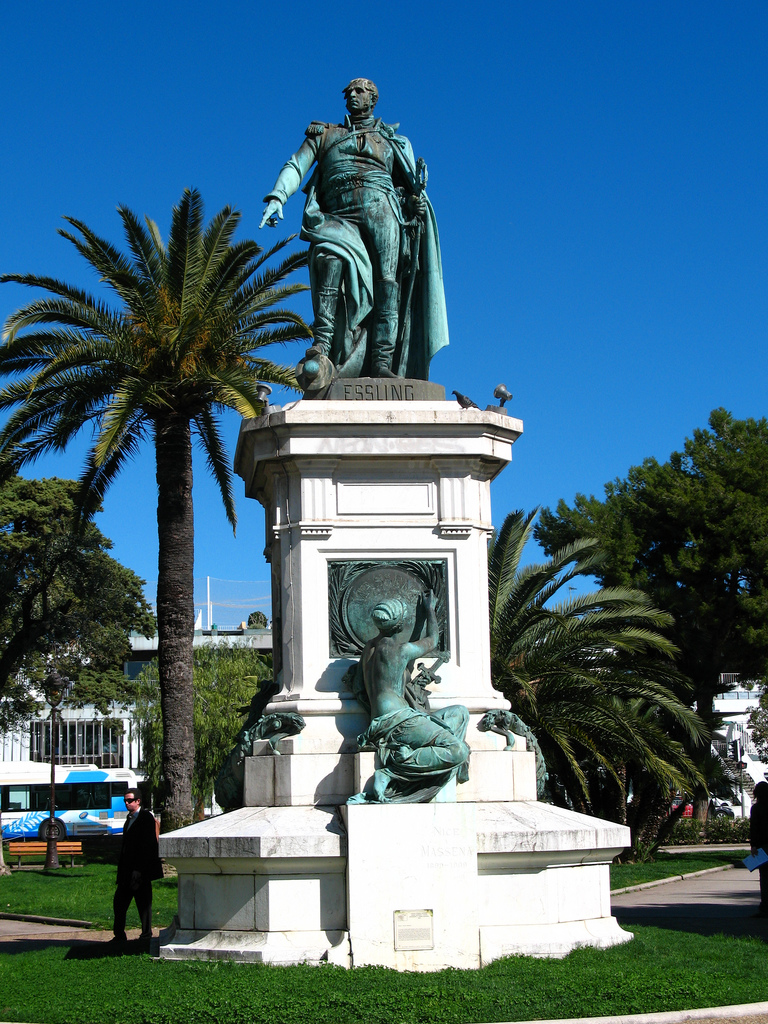
Monument voor André Masséna, Nice, 1869
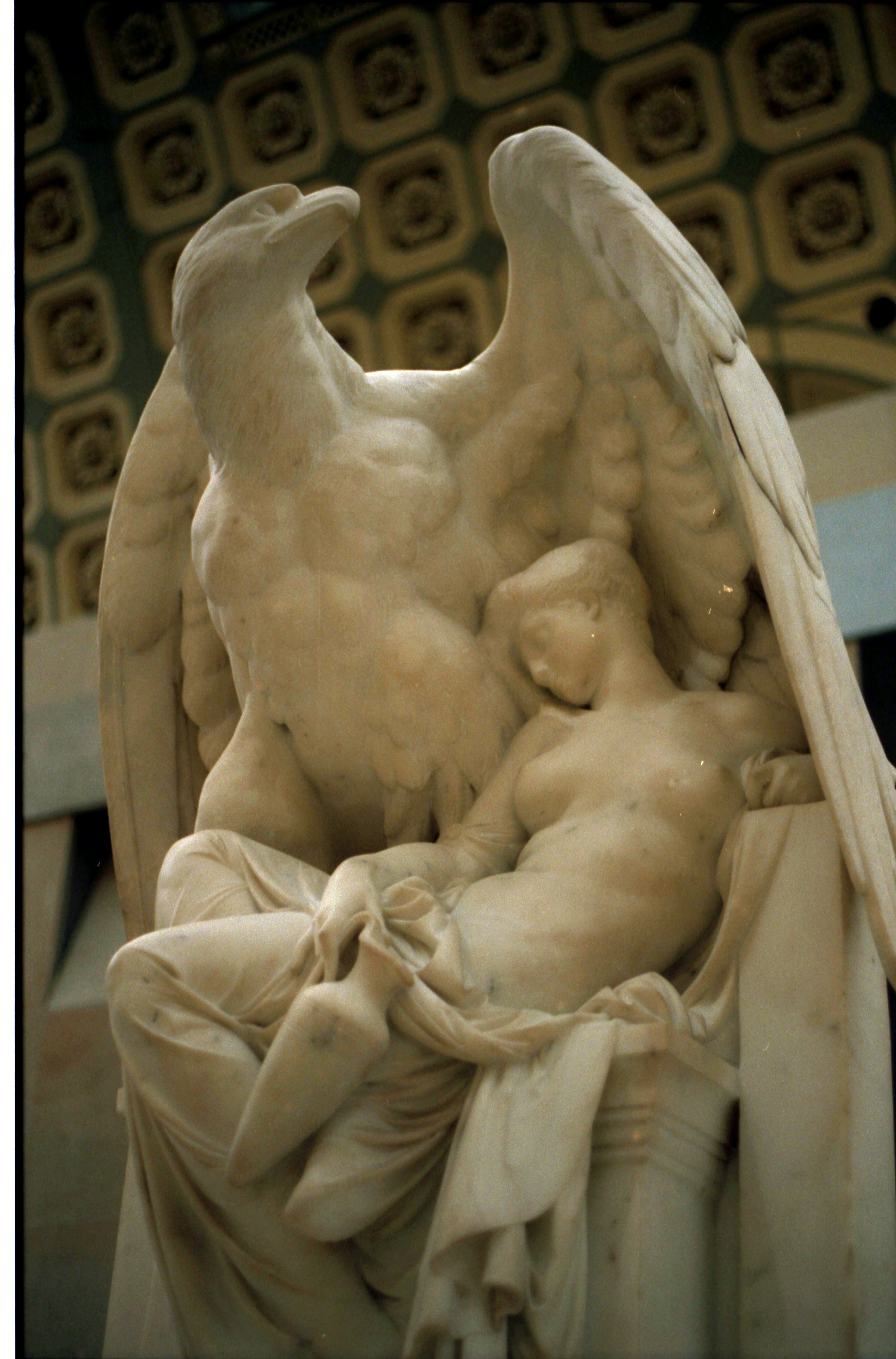
Slapende Hebe, Musée d'Orsay, Parijs, 1869
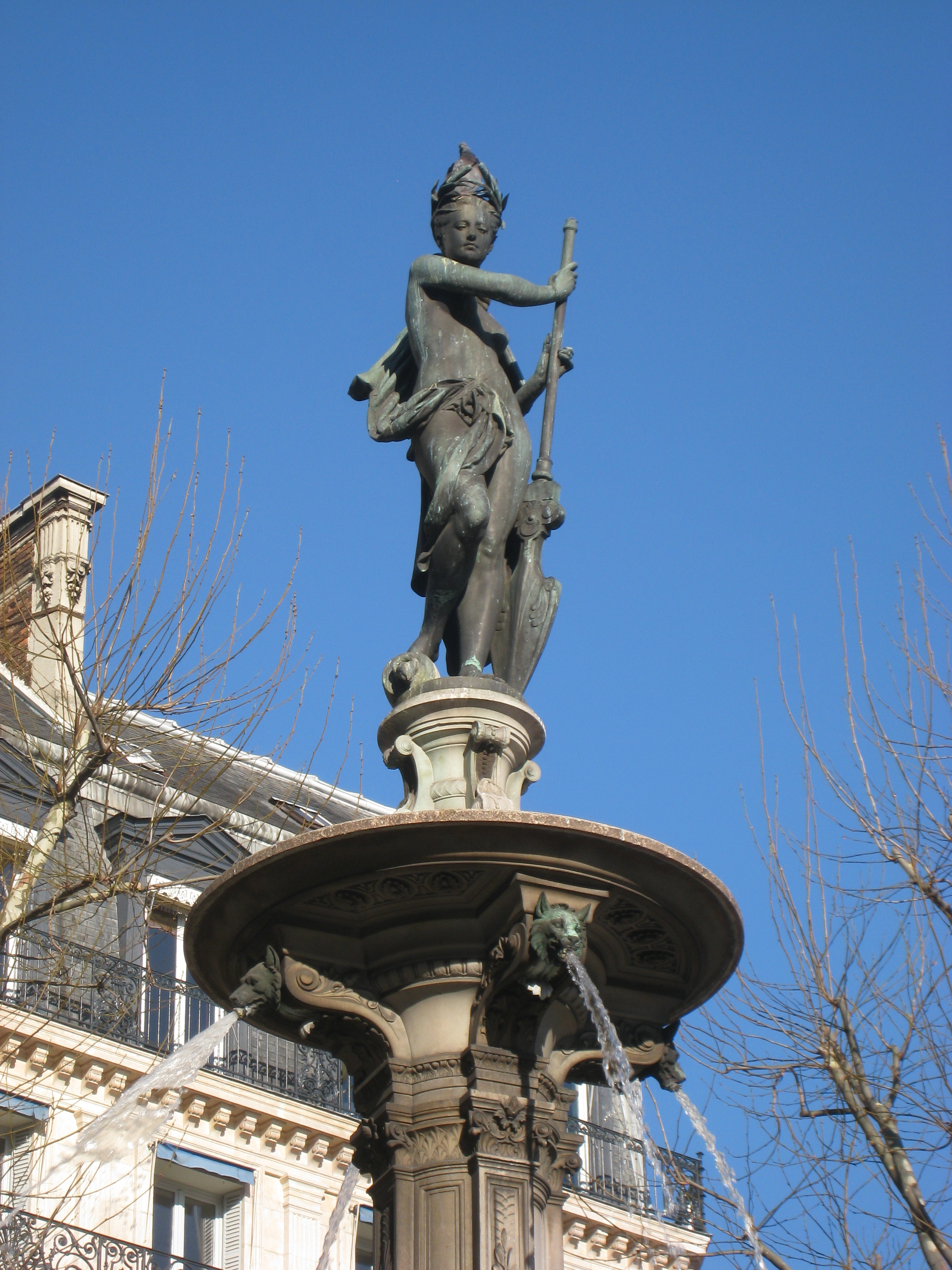
Zeenimf, Place André Malraux, Parijs, 1874